# Hadena scythia
Hadena scythia is een vlinder uit de familie uilen (Noctuidae). De wetenschappelijke naam is voor het eerst geldig gepubliceerd in 1996 door Klyuchko & Hacker.
De soort komt voor in Europa.